# Vincent Defrasne
Vincent Defrasne (n. 9 martie 1977, Pontarlier, Franche-Comté⁠(d), Franța) este un biatlonist ce a reprezentat Franța, medaliat olimpic. A participat la 3 ediții ale Jocurilor Olimpice (2002, 2006, 2010) în care a câștigat o medalie de aur și două medalii de bronz.